# Poppo van de Friezen
Poppo (674-734), ook wel Bubo en Bobba genaamd, was een Friese heerser uit de 8e eeuw. Hij is na Aldgisl en Radboud de derde Friese heerser die genoemd wordt in schriftelijke bronnen. Hij wordt beschouwd als de laatste koning van Friesland, hoewel de bronnen hem alleen als legeraanvoerder (dux) noemen.

## Opvolger van koning Radboud?
De schriftelijke bronnen uit de vroege middeleeuwen verzwijgen wie koning Radboud opvolgde. Poppo kennen we als de aanvoerder van het Friese leger dat ten strijde trok tegen de Franken, en om die reden wordt hij aangemerkt als de waarschijnlijke opvolger van Radboud, en mogelijk zijn zoon. Overtuigend bewijs voor deze stelling ontbreekt echter en Herre Halbertsma heeft aangevoerd dat het ontbreken van mannelijk nageslacht juist de reden was voor het huwelijk van Radbouds dochter met Grimoald II in 711.
Volgens historici als Pieter Boeles (1927.1951) en Herre Halbertsma (1982) strekte Radbods rijk zich uit over heel Frisia, van Zwin tot Wezer, met als eerste de archeoloog Wim van Es (1990), stelden dat zijn macht beperkt bleef tot de Hollandse kuststreek en delen van het Midden-Nederlandse rivierengebied. Op grond daarvan moet worden aangenomen dat Poppo een lokale heerser was die (wellicht los van Redbad) Frisia tussen Vlie en Lauwers beheerste.

## Inlijving van Friesland door Karel Martel
Het Friese Rijk heeft ten tijde van koning Radboud zijn grootste uitbreiding bereikt. Die gebiedsuitbreiding was ten koste gegaan van het Frankische Rijk. Door hofmeier Karel Martel werd aan die situatie een eind gemaakt door kort na de dood van Radboud een deel van de Friezen te onderwerpen. Tijdstip en plaats van een beslissende zee- of veldslag worden niet opgegeven, maar vanaf 720 was het Friese gebied ten westen van de Vlie (Zeeland, Holland en Utrecht) in Frankische handen. Het ontbreken van een geschikte opvolgingskandidaat heeft de Friezen bij dit verlies parten gespeeld. Er zijn aanwijzingen dat de plaatselijke elite betrokken is geweest bij de machtsovername door de Franken. Vermoedelijk kozen zij de kant van de Franken en hebben zij Poppo niet gesteund als opvolger van Radboud. Aangenomen wordt dat Poppo na de nederlaag tegen de Franken een verdrag met Karel Martel heeft gesloten.
Onder Poppo hebben de Friezen tussen Vlie en Lauwers nog een korte periode vrede gekend met de Franken. Aan die toestand kwam een einde toen Karel Martel de Friezen in 733 opnieuw aanviel. Met een vloot stak hij over naar het huidige Friesland en sloeg hun terug naar Oostergo. Het jaar daarop (734) keerde hij terug en versloeg het Friese leger geleid door Poppo in de Slag aan de Boorne, waarbij de Friese koning sneuvelde. In de voortzetting van de kronieken van Fredegarius wordt deze veldslag als volgt omschreven:
Toen het gruwelijke Friese zeevolk opnieuw een vreselijke opstand ontketende, ondernam Karel zonder aarzeling een stoutmoedige zeetocht, voer met de benodigde schepen overzee en rukte op naar de Friese eilanden Westergo en Oostergo. Op de oever van de Boorne sloeg hij zijn kamp op. De heidense aanvoerder Bubo, hun onbetrouwbare raadgever, werd gedood en hun leger verslagen. Karel vernielde hun heiligdom en brandde het plat en keerde als overwinnaar met een omvangrijke buit naar het Frankische rijk terug.
Met deze overwinning kwam er een eind aan de macht van de Friese koningen.
Volgens de Duitse historicus Hugo Jaekel was de latere graaf Alfbad van Oostergo, een zoon van Poppo. Jaekel baseert zijn stelling op het feit dat de Karolingers de Friese adel inschakelden bij het bestuur van het veroverde land.